# EuropaCorp
EuropaCorp este un studio cinematografic major din Franța și Europa, fondat de Luc Besson și Pierre-Ange Le Pogam, cu sediul în Saint-Denis, Paris, Franța.
Activitatea EuropaCorp include producția și distribuția de filme, video, coloane sonore pentru filme, VOD, vânzări de drepturi de difuzare pe plan internațional și în Franța, parteneriate și licențiere, publicitate și expoziții.
Din iulie 2007, EuropaCorp este listată la bursa Euronext Paris.

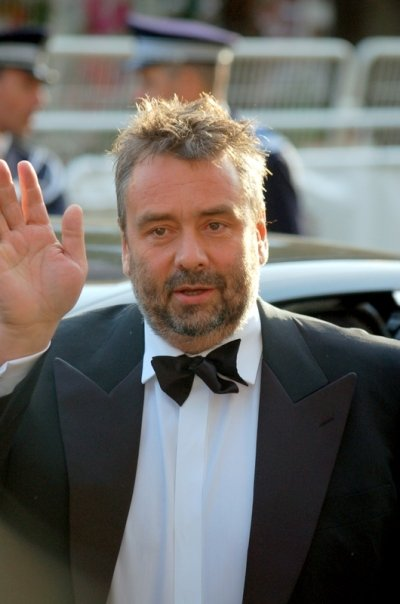
Luc Besson, cofondator al EuropaCorp

Pe durata existenței sale, EuropaCorp a produs și co-produs peste 80 de filme și a distribuit peste 500 de titluri după integrarea RoissyFilms Catalogue. Compania este cunoscută în special pentru dezvoltarea și producerea francizelor de blockbustere Taken și The Transporter.

## Filmografie

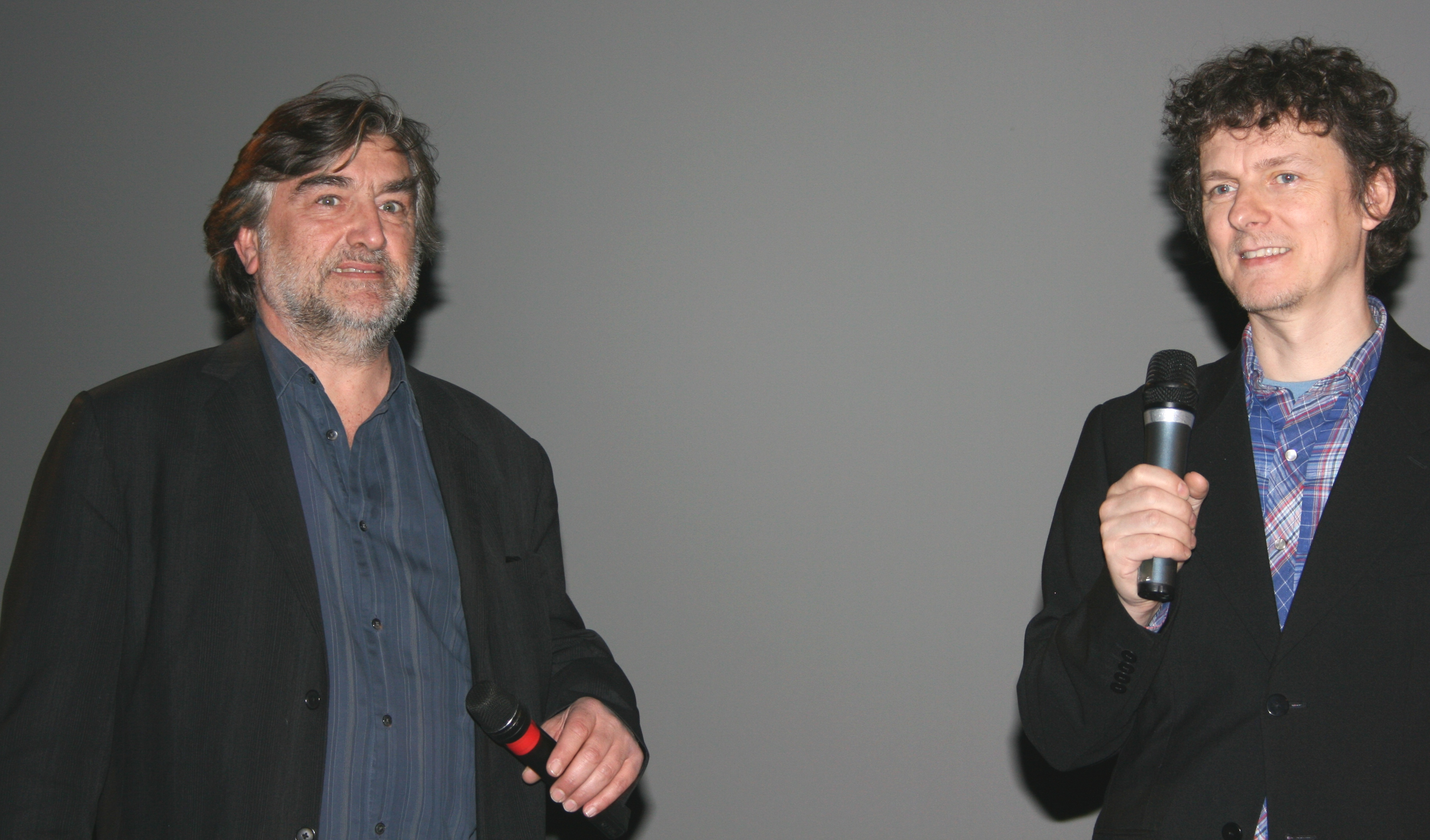
Pierre-Ange Le Pogam alături de regizorul francez Michel Gondry la premiera franceză a filmului Be Kind, Rewind distribuit în Franța de EuropaCorp (3 martie 2008)

### Sub numeleLeeloo Productions
EuropaCorp este continuitoarea de drept a societății create în 1992 de Luc Besson, sub denumirea Leeloo Productions. Ea a început cu adevărat activitatea de producție și coproducție de filme de lung metraj în 1998. 
- 1998 : Taxi, de Gérard Pirès
- 1999 : Jeanne d'Arc, de Luc Besson
- 2000 : Taxi 2, de Gérard Krawczyk
- 2000 : The Dancer, de Fred Garson
- 2000 : Exit, de Olivier Megaton
- 2001 : Yamakasi, de Ariel Zeitoun et Julien Seri
- 2001 : 15 août, de Patrick Alessandrin

### Sub numeleEuropaCorp

#### 2001—2009
- 2001 : Le Baiser mortel du dragon (Kiss of the Dragon), de Chris Nahon
- 2001 : Wasabi, de Gérard Krawczyk
- 2002 : Blanche, de Bernie Bonvoisin
- 2002 : Peau d'ange, de Vincent Pérez
- 2002 : The Transporter, de Louis Leterrier
- 2002 : La Turbulence des fluides, de Manon Briand
- 2003 : Rire et Châtiment, de Isabelle Doval
- 2003 : Taxi 3, de Gérard Krawczyk
- 2003 : Moi César, 10 ans ½, 1m39, de Richard Berry
- 2003 : Tristan, de Philippe Harel
- 2003 : Fanfan la Tulipe, de Gérard Krawczyk
- 2003 : Les Côtelettes, de Bertrand Blier
- 2003 : Haute tension, de Alexandre Aja
- 2003 : La Felicita, le bonheur ne coûte rien (La felicità non costa niente), de Mimmo Calopresti
- 2003 : Michel Vaillant, de Louis-Pascal Couvelaire
- 2003 : Zéro un, de Jeanne Biras (8 regizori)
- 2004 : Les Rivières pourpres 2, de Olivier Dahan
- 2004 : Mensonges et trahisons et plus si affinités, de Laurent Tirard
- 2004 : Banlieue 13, de Pierre Morel
- 2004 : À ton image, de Aruna Villiers
- 2005 : Danny the Dog, de Louis Leterrier
- 2005 : Ze Film, de Guy Jacques
- 2005 : New York Taxi, de Tim Story
- 2005 : Le Souffleur, de Guillaume Pixie
- 2005 : Imposture, de Patrick Bouchitey
- 2005 : Au suivant !, de Jeanne Biras
- 2005 : Transporter 2, de Louis Leterrier
- 2005 : Revolver, de Guy Ritchie
- 2005 : La Boîte noire, de Richard Berry
- 2005 : Trois Enterrements (Three Burials, Los Tres Entierros de Melchiades Estrada), de Tommy Lee Jones
- 2005 : Angel-A, de Luc Besson
- 2006 : Appelez-moi Kubrick (Colour Me Kubrick a True…ish Story), de Brian W. Cook
- 2006 : Bandidas, de Joachim Roenning et Espen Sandberg
- 2006 : Les Filles du botaniste, de Dai Sijie
- 2006 : Dikkenek, de Olivier Van Hoofstadt
- 2006 : Quand j'étais chanteur, de Xavier Giannoli
- 2006 : Ne le dis à personne, de Guillaume Canet
- 2006 : Arthur et les Minimoys, de Luc Besson
- 2006 : Cheeky, de David Thewlis
- 2007 : Taxi 4, de Gérard Krawczyk
- 2007 : Michou d'Auber de Thomas Gilou
- 2007 : Love (et ses petits désastres), de Alek Keshishian
- 2007 : L'Invité, de Laurent Bouhnik
- 2007 : Si j’étais toi de Vincent Pérez
- 2007 : Le Dernier gang, de Ariel Zeitoun
- 2007 : Hitman, de Xavier Gens
- 2008 : Frontière(s), de Xavier Gens
- 2008 : Un château en Espagne, de Isabelle Doval
- 2008 : Taken, de Pierre Morel
- 2008 : Les Hauts Murs, de Christian Faure
- 2008 : Go Fast, de Olivier Van Hoofstadt
- 2008 : Transporter 3, de Olivier Megaton
- 2009 : Banlieue 13 - Ultimatum, de Patrick Alessandrin
- 2009 : Villa Amalia, de Benoît Jacquot
- 2009 : Le Missionnaire, de Roger Delattre
- 2009 : Home, de Yann Arthus-Bertrand
- 2009 : Little New York, de James DeMonaco
- 2009 : Human zoo, de Rie Rasmussen
- 2009 : Rose et Noir, de Gérard Jugnot
- 2009 : Le Concert, de Radu Mihaileanu
- 2009 : À l'origine, de Xavier Giannoli
- 2009 : Arthur et la Vengeance de Maltazard, de Luc Besson

#### 2010—prezent
- 2010 : Le Siffleur, de Philippe Lefebvre
- 2010 : I Love You Phillip Morris, de Glenn Ficarra et John Requa
- 2010 : From Paris with love, de Pierre Morel
- 2010 : Coursier, de Hervé Renoh
- 2010 : L'Immortel, de Richard Berry
- 2010 : Les Aventures extraordinaires d'Adèle Blanc-Sec, de Luc Besson
- 2010 : Les Petits Mouchoirs, de Guillaume Canet
- 2010 : L'Homme qui voulait vivre sa vie, de Éric Lartigau
- 2010 : Arthur et la Guerre des deux mondes, de Luc Besson
- 2010 : Un balcon sur la mer, de Nicole Garcia
- 2011 : Halal police d'État, de Rachid Dhibou
- 2011 : Colombiana, de Olivier Megaton
- 2011 : La Planque, de Akim Isker
- 2011 : La Source des femmes, de Radu Mihăileanu
- 2011 : Un baiser papillon, de Karine Silla
- 2011 : Un monstre à Paris, de Bibo Bergeron
- 2011 : The Lady, de Luc Besson
- 2011 : Au bistro du coin, de Charles Nemes
- 2012 : L'amour dure trois ans, de Frédéric Beigbeder
- 2012 : À l'aveugle, de Xavier Palud
- 2012 : Lock Out, de James Mather et Stephen St. Leger
- 2012 : Taken 2, de Olivier Megaton
- 2012 : L'Homme qui rit, de Jean-Pierre Améris
- 2013 : Angélique, de Ariel Zeitoun
- 2013 : Un prince (presque) charmant, de Philippe Lellouche
- 2013 : 20 ans d'écart, de David Moreau
- 2013 : Malavita, de Luc Besson
- 2013 : La Marche, de Nabil Ben Yadir
- 2013 : Möbius, de Éric Rochant
- 2013 : Intersections, de David Marconi
- 2013 : Les Petits Princes, de Vianney Lebasque
- 2013 : Les Invincibles, de Frédéric Berthe
- 2014 : Jamais le premier soir, de Mélissa Drigeard
- 2014 : 3 Days to Kill, de McG
- 2014 : Jack et la mécanique du cœur, de Mathias Malzieu et Stéphane Berla
- 2014 : Brick Mansions, de Camille Delamarre
- 2014 : The Homesman, de Tommy Lee Jones
- 2014 : Fastlife, de Thomas N'Gijol
- 2014 : Lucy, de Luc Besson
- 2014 : Saint Laurent, de Bertrand Bonello
- 2015 : Taken 3, de Olivier Megaton
- 2015 : Transporter 4, de Camille Delamarre